# Berg van barmhartigheid

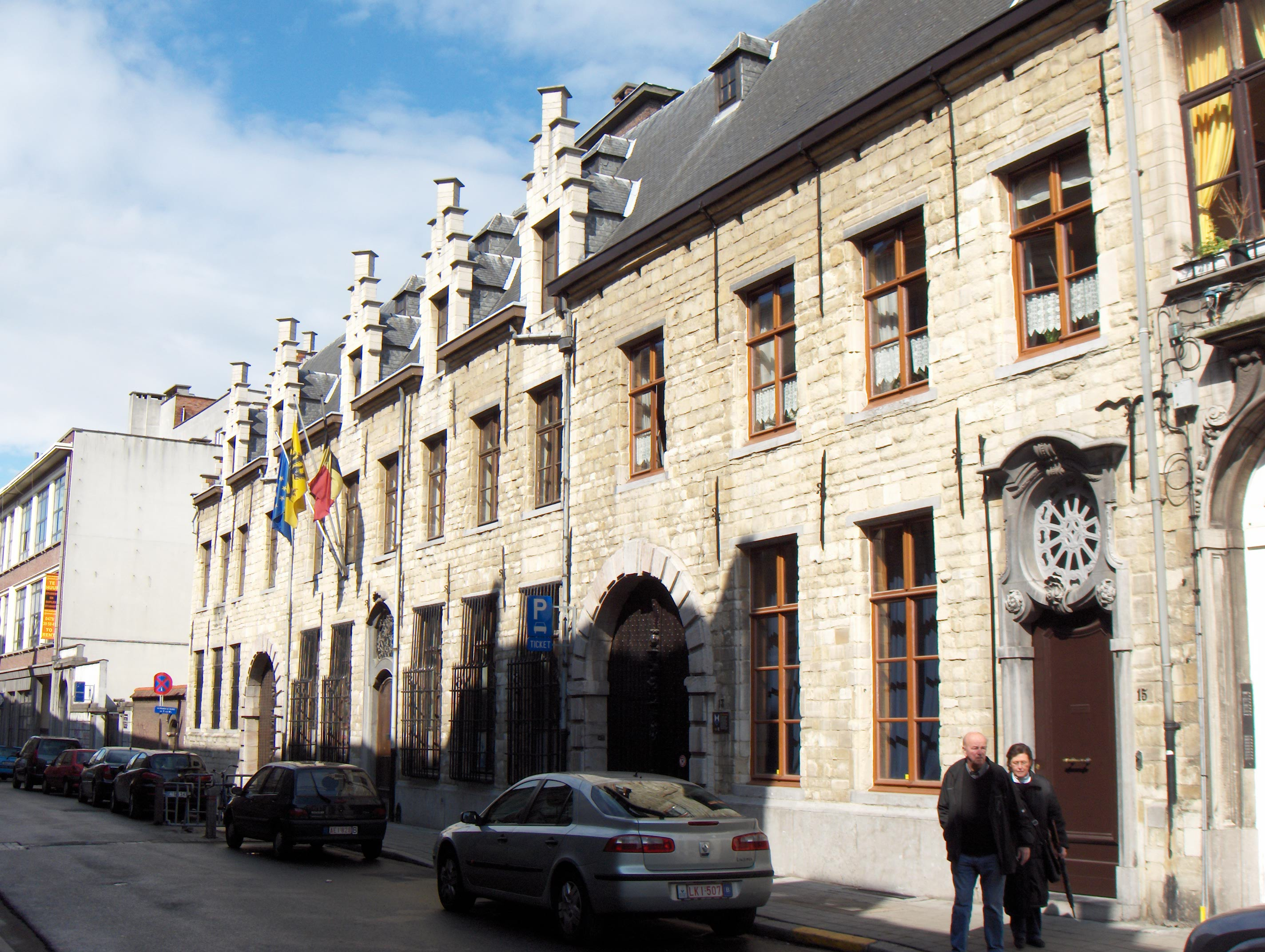
Berg van Barmhartigheid, Antwerpen

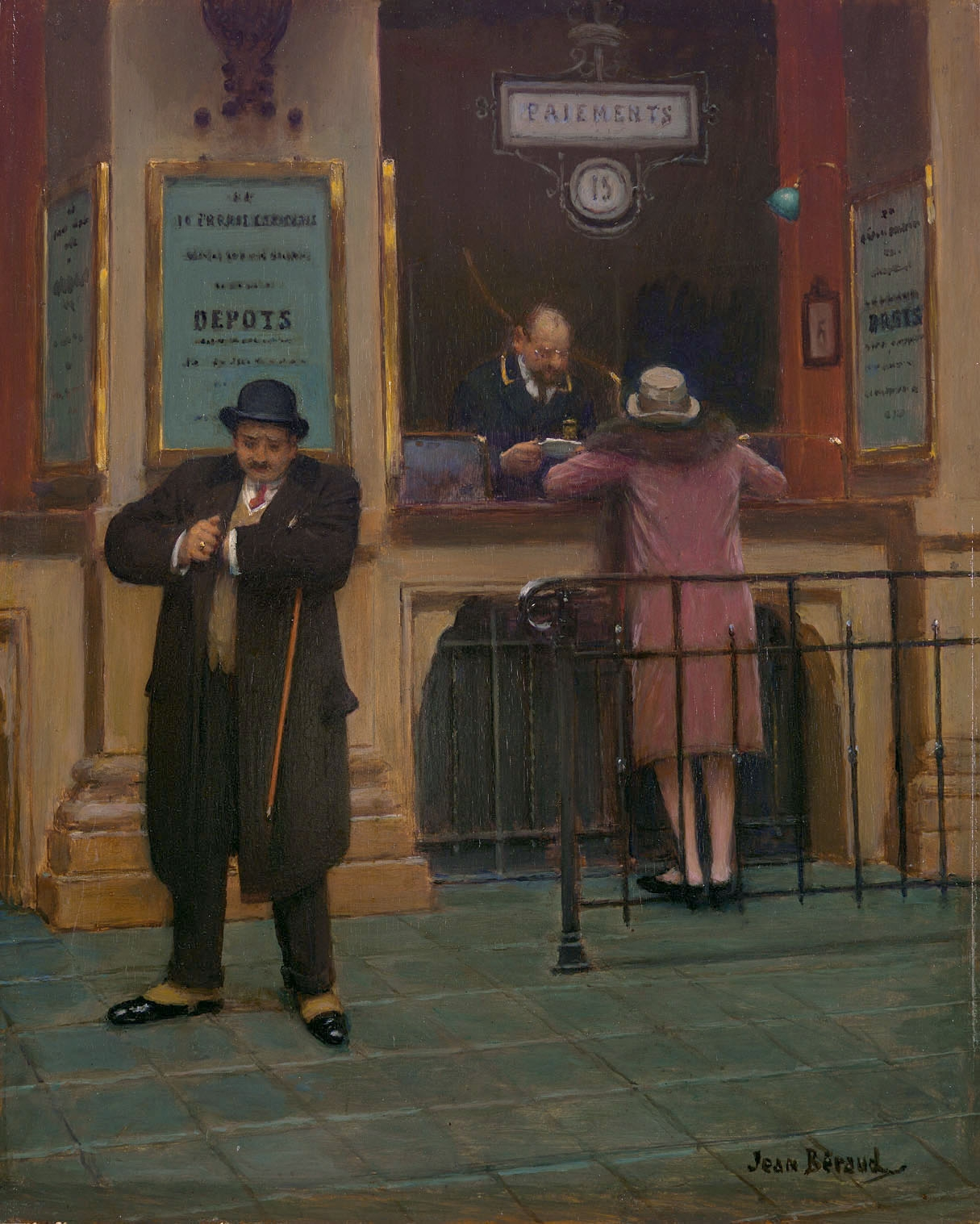
Le Mont-de-Piété ou Chez ma tante geschilderd door Jean Béraud

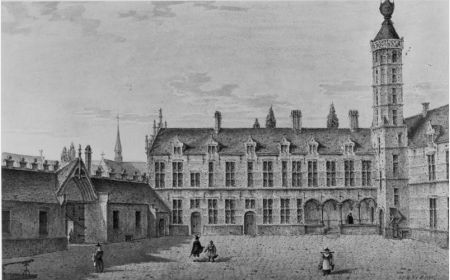
Het Hof van Busleyden, de Mechelse Berg van 1620 tot 1914

Een Berg van barmhartigheid (Latijn: mons pietatis, in Nederland: bank van lening) is een openbare kredietinstelling (meestal gemeentelijk pandjeshuis), waar leningen tegen lage rente kunnen worden afgesloten tegen een onderpand van juwelen, zilverwerk, kunst- en siervoorwerpen, boeken en andere voorwerpen van waarde.
In België is deze vorm van pandlenen sinds de wet van 1848 verboden voor andere personen of instellingen en enkel toegelaten aan de Berg van Barmhartigheid. De enige nu nog bestaande Berg van Barmhartigheid in België is die van Brussel.

## Ontstaan
Bergen van Barmhartigheid zijn ontstaan als liefdadige instellingen in Italië in de 15e eeuw, voornamelijk met de bedoeling om armen in geldnood te beschermen tegen de woekerinteresten die geldontleners vroegen bij de verpanding. Het Latijnse woord mons (meervoud montes), vertaald als “berg” in het Nederlands, werd destijds ook gebruikt in de betekenis van “een grote hoeveelheid”, “een grote hoop”, en zo waren er ook montes voor graan, meel enz.. De term betekende ook een grote hoeveelheid verzamelde fondsen. Toen liefdadigheidsinstellingen eigen “banken van lening” gingen oprichten werd ook de term montes gebruikt, maar met de toevoeging piëtatis (barmhartigheid) duidde men aan dat men geen financiële winsten beoogde.
In 1462 richtten de franciscanen Barnabo da Terni en Fortunato Coppoli de eerste Berg van Barmhartigheid op in Perugia. In de decennia daarna volgden tientallen andere Italiaanse steden het voorbeeld. De ontwikkelingen verliepen niet zonder moeilijkheden. Om de instelling te laten bestaan moest men wel interest vragen, maar voor de Rooms-Katholieke Kerk was dit destijds een zeer gevoelig onderwerp. Ook de commerciële ontleners konden een tijdlang in sommige steden de oprichting ervan verhinderen. Uiteindelijk zou paus Leo X met zijn “Bulla concilii in decima sessione super materia Montis Pietatis“ in 1515 en ook het Vijfde Lateraans Concilie beslissen dat de Bergen van Barmhartigheid gewettigde instellingen zijn, en oppositie ertegen zou zelfs met excommunicatie bestraft worden.

## Verdere ontwikkelingen

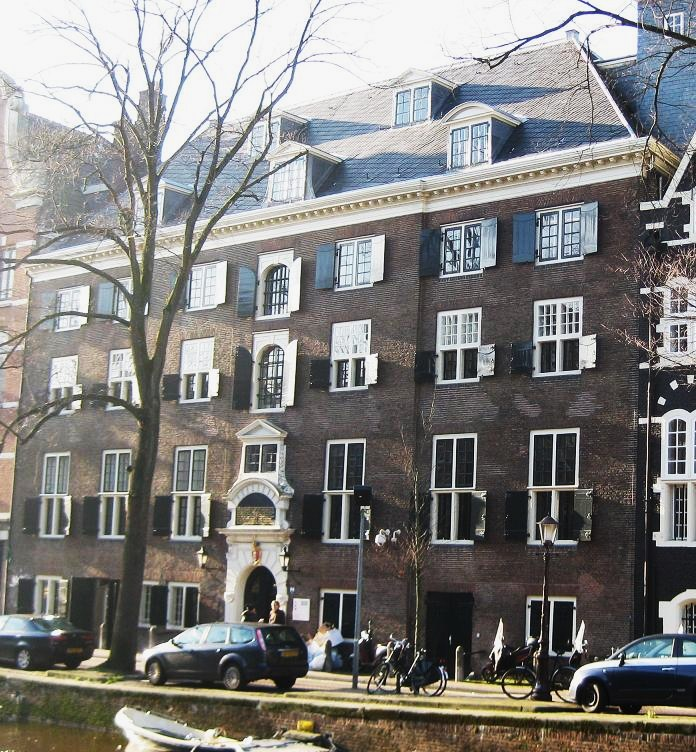
Stadsbank van Lening in Amsterdam

### Algemeen
Aan het eind van de 19e eeuw waren er in Italië al 556 Bergen van Barmhartigheid. De hele controverse bij het ontstaan zette ook het kerkelijk denken over het vragen van interest in gang en zal er uiteindelijk toe leiden dat het verbod op het vragen van interest wordt opgeheven.
Het ontstaan van de Bergen luidde het einde in van de geldhandel en kredietverleningen door de “Lombarden”, Italiaanse handelaars die al sinds de middeleeuwen actief waren. In de Nederlanden komen ze voor vanaf de 13e eeuw. Van deze benaming is het woord “lommerd” afgeleid in de betekenis van “bank van lening”. Zij traden ook op als geldschieters voor de handelaars, rijken en vorsten, maar vorderden voor hun kredietverlening zeer hoge rente. Vandaar ook dat zij voorafgaand aan deze ontwikkelingen vaak aan allerlei restricties werden onderworpen door de stedelijke overheden, die het kerkelijke renteverbod ook voor hun burgerij zo veel mogelijk wilden handhaven.

### Buiten Italië

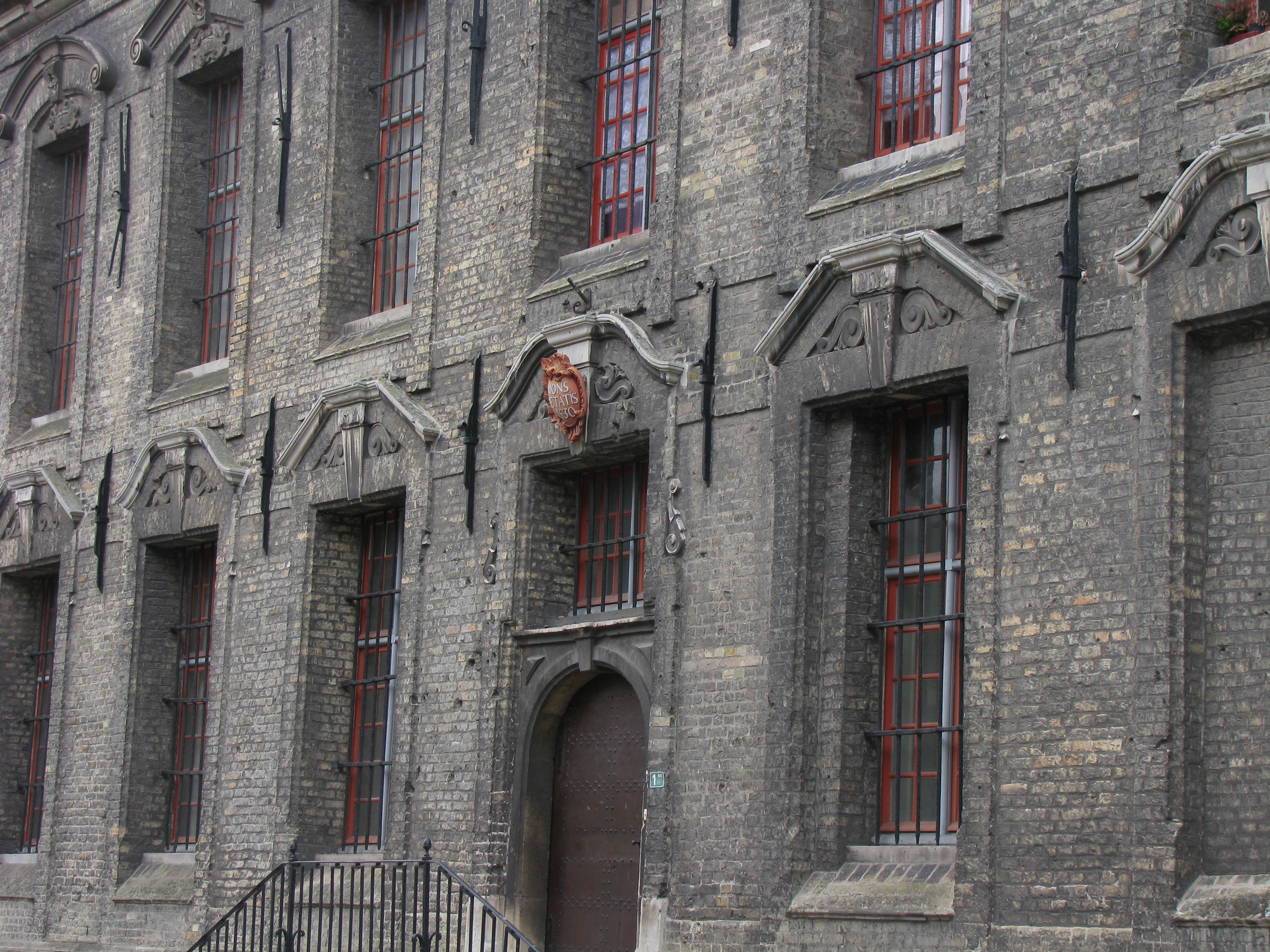
Berg van Barmhartigheid in Sint-Winoksbergen

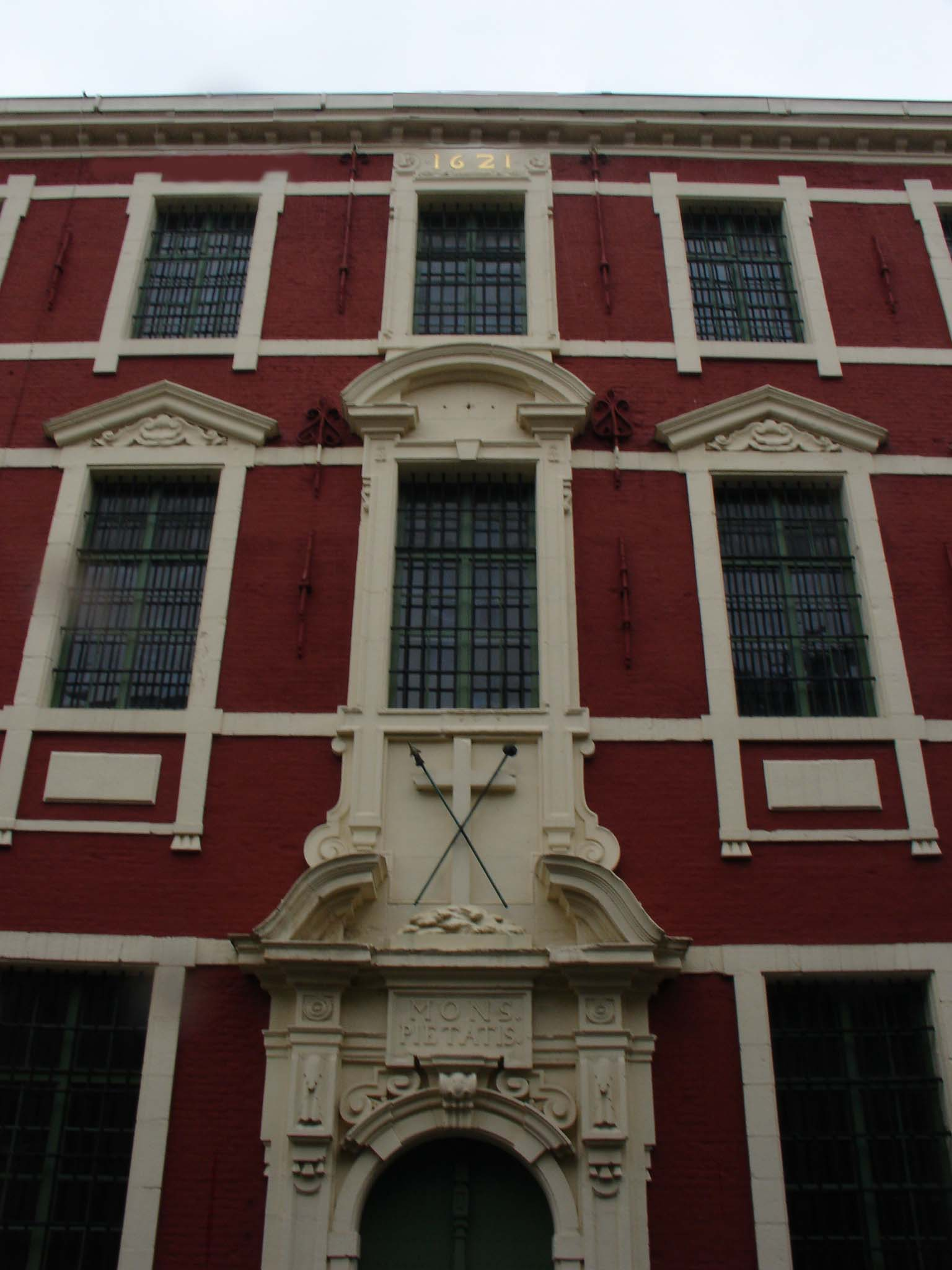
Berg van Barmhartigheid in Gent, het 17e-eeuwse gebouw waar het Gentse stadsarchief was ondergebracht

Buiten Italië wordt de eerste Berg van Barmhartigheid opgericht in Ieper (Leenbeurze in 1534), gevolgd door Brugge (Berg van Charitate in 1573). In de Spaanse Nederlanden komt de ontwikkeling van een netwerk naar Italiaans model pas goed op gang nadat de aartshertogen Albrecht en Isabella in 1618 de toelating verleenden aan Wenceslas Cobergher om in de grote steden openbare pandjeshuizen op te richten tot secours van den armen. De rente was er opmerkelijk lager dan bij de particuliere pandhuizen: 15% in het eerste jaar en 12% vanaf het tweede. De financiering gebeurde door uitgifte van rentebrieven tegen 6,25%. Cobergher werd aangesteld tot surintendant-generaal en opende al snel de Brusselse Berg van Barmhartigheid. Als architect tekende hij zelf de plannen voor een 15-tal andere pandjeshuizen, onder meer die van Gent. De gebouwen waren voor hun tijd zeer goed beveiligd tegen diefstal en goed georganiseerd. Ook nu was er nood aan een legitimering, zodat de Vlaamse jezuïet Leonardus Lessius in 1621 een appendix toevoegde aan zijn traktaat "de iustititia et iure", waarin hij de Bergen van Barmhartigheid uitdrukkelijk verdedigde. De leningsmaatschappijen waren vooral bedoeld om de handel te ondersteunen, maar tevens om de armoede in de steden te bestrijden. Als eenheidsmunt voor de Spaanse Nederlanden werd de dukaat ingevoerd met een waarde van 60 stuivers.
In België bestonden tot in de 20e eeuw Bergen van Barmhartigheid in Brugge (1572-1920), Brussel (1618), Aalst, Antwerpen (1620-1946), Bergen, Doornik, Dendermonde, Gent (1622-1929), Hoei, Kortrijk (1630-1920), Lier, Luik (1627), Mechelen (1619),  Namen (1629-1921), Oostende, Sint-Niklaas, Tienen en Verviers. 
In Nederland organiseerde Amsterdam in 1614 volgens hetzelfde principe de Stadsbank van Lening. Ook in Den Haag bestaat een Gemeentelijke kredietbank met Pandhuisdienst. Ze worden geregeld door de Pandhuiswet, ofwel de wet van 8 november 1910, houdende wettelijke bepalingen tot regeling van de banken van leening.
In 1637 opende Théophraste Renaudot een eerste Berg van barmhartigheid in Parijs.
In Spanje werd de eerste Berg van barmhartigheid (Monte de Piedad) in 1702 opgericht in Madrid. In de eerste helft van de 19e eeuw ontstonden in Madrid en andere steden de spaarbanken, die zich associeerden met de al bestaande Bergen van barmhartigheid of er zelf oprichtten.

### Internationaal
In 1957 werd in Milaan de “International Association of Collateral Loan Establishments" opgericht (ook International Association of Pledging and Social Credit Establishments of in het Nederlands de Internationale Vereniging van de Instellingen der Pandleningen). Aanvankelijk bedoeld voor de openbare kredietinstellingen die werkten volgens de principes van de Bergen, worden sinds 1992 ook private rechtspersonen toegelaten. De vereniging telt meer dan 50 leden en is actief in 16 landen in Europa, Zuid-Amerika en Noord-Afrika. De huidige hoofdzetel is in Madrid.
Hoewel de vereniging zelf zich niet uitdrukkelijk manifesteert op het vlak van ontwikkelingssamenwerking, of niet in de eerste plaats mikt op de economische ontwikkeling van een onderneming of van een streek, stimuleert ze toch ook andere vormen van sociale leningen, zoals het “microkrediet”, terrein waarop een aantal van haar leden ook actief zijn.